# Keep the Faith (Faith Evans)
Keep the Faith è il secondo album discografico in studio della cantante statunitense Faith Evans, pubblicato nel 1998.

## Tracce
1. Faith (Intro)
2. Love Like This
3. All Night Long (feat. Puff Daddy)
4. Sunny Days
5. Tears Away (Interlude)
6. My First Love
7. Anything You Need
8. No Way
9. Life Will Pass You By
10. Keep the Faith
11. Special Place (Interlude)
12. Never Gonna Let You Go
13. Stay (Interlude)
14. Caramel Kisses (feat. 112)
15. Lately I